# اوه سونگ یون
اوه سونگ یون (انگلیسی: Oh Seung-yoon؛ زادهٔ ۲۷ مارس ۱۹۹۱) بازیگر اهل کره جنوبی است. از فیلم‌ها یا برنامه‌های تلویزیونی که وی در آن نقش داشته‌است می‌توان به باران عشق، گروه عملیات ویژه ده و قول ۱۲ ساله آخرین ملکه امپراطور افسانه‌ها (مجموعه تلویزیونی) افسانه جومونگ اشاره کرد.